# Olsen and Johnson
Olsen and Johnson est un duo d'acteurs américains composé de Ole Olsen (1892-1963) et Chic Johnson (1891-1962).
Ils se sont illustrés ensemble dans des vaudevilles, à la radio, au cinéma et à Broadway.

## Biographie
Les deux hommes se rencontrent en 1914. Ils ont commencé dans le métier en tant que musiciens : Olsen jouait du violon et Johnson du piano ragtime. Ils étaient présentés comme les clowns américains les plus amusants dans les années 1930. Ils se présentaient eux-mêmes comme « Comic Nuts, Kings of Cacophony, Unconventionality and Conviviality ».
Après plusieurs comédies dans les années 1930, ils rencontrent leur plus grand succès à Broadway puis à l'écran dans Hellzapoppin en 1941.
Morts à une année d'intervalle, ils sont enterrés côte à côte à Las Vegas. Sur la plaque funéraire figure une de leurs répliques favorites, avec laquelle ils terminaient leurs shows : « May you live as long as you want to - and laugh as long as you live ».

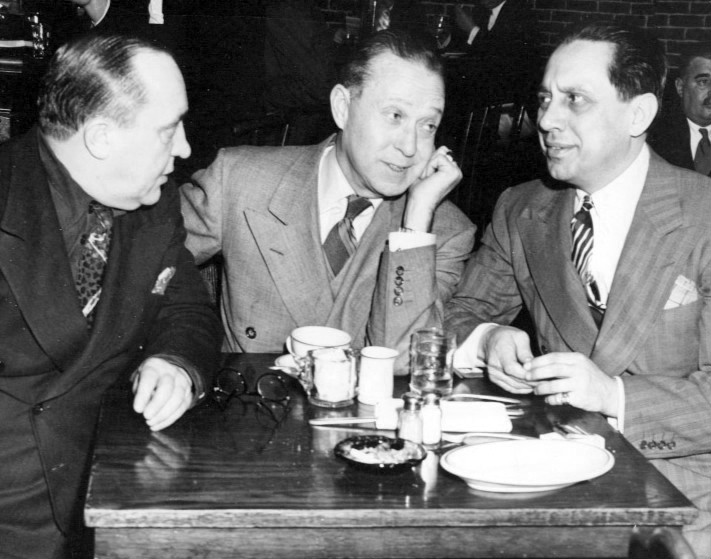
Chic Johnson (à gauche) et Ole Olsen (à droite) avec Harry Langdon (au centre)

## Théâtre
- 1938 : Hellzapoppin
- 1939 : Streets of Paris[5]
- 1943 : Sons O' Fun
- 1944 : Laffing Room only
- 1950 : Pardon our french[6].

## Filmographie
- 1930 : Oh Sailor Behave!
- 1931 : Fifty Million Frenchmen (Warner Brothers) (68 minutes)
- 1931 : Gold Dust Gertie (Warner Brothers) (66 minutes)
- 1936 : Country Gentlemen (Republic) (66 minutes)
- 1936 : Cinema Circus (Metro-Goldwyn-Mayer) (Technicolor, 20 minutes)
- 1937 : All Over Town (en) (Republic) (58 minutes)
- 1939 : Boy Friend (20th Century Fox) (70 minutes)
- 1941 : Hellzapoppin'
- 1943 : Symphonie loufoque (Crazy House)
- 1944 : Ghost Catchers (Universal) (67 minutes) (avec Gloria Jean)
- 1945 : Voyez mon avocat (See My Lawyer) (Universal) (67 minutes) (avec Stanley Clements)
- 1947 : Johnny at the Fair (Sterling) (12 minutes)